# Слова… Осколки
«Слова… Осколки» — второй студийный альбом российской рок-группы «Год Змеи», вышедший в 2006 году.

## Об альбоме
В декабре 2003 года группа выпустил макси-сингл «Секс и рок-н-ролл». Пять песен из этого релиза вошли также в новый альбом. Презентация альбома «Слова… Осколки» состоялась 7 апреля 2006 года в Молодёжном театре Уфы.

«Давно была идея написать песню о том, что на нас наступают пингвины. Тем более, насмотрелся на Новый год всех этих „голубых огоньков“. Одни и те же лица везде, все эти Леонтьевы, Валерии — ну не пингвины разве?»— Алексей Марковников
Музыкальный критик Алексей Мажаев в своей рецензии для журнала Play положительно отозвался о музыкальной составляющей, однако раскритиковал тексты песен: «максимализм граничит в них с глупостью, а проблемность — тоже, в общем-то с глупостью».

## Список композиций
| №   | Название                          | Длительность |
| --- | --------------------------------- | ------------ |
| 1.  | «С той стороны»                   | 4:45         |
| 2.  | «Малыш»                           | 2:51         |
| 3.  | «Секс и рок-н-ролл» (New Edition) | 3:03         |
| 4.  | «Глюк»                            | 4:11         |
| 5.  | «Слова»                           | 2:24         |
| 6.  | «Осколки»                         | 2:51         |
| 7.  | «Гарри Поттер»                    | 4:01         |
| 8.  | «Иголочка»                        | 2:34         |
| 9.  | «Пингвины»                        | 3:15         |
| 10. | «Доза»                            | 2:25         |
| 11. | «10 дней»                         | 3:47         |
| 12. | «(Не для прослушивания)»          |              |

| №   | Название                 | Длительность |
| --- | ------------------------ | ------------ |
| 13. | «Кобель и Сука»          |              |
| 14. | «Ангел (Последний путь)» |              |
| 15. | «Слово»                  |              |
| 16. | «Тук-Тук»                |              |

## Участники записи
- Алексей Марковников — вокал, гитара
- Денис Лаптев — бас-гитара
- Сергей Печищев — ударные
- Булат Аминов — лидер-гитара
- Андрей Арямнов — звукорежиссёр